# Wiktoria Lewandowiczówna
Wiktoria Lewandowiczówna – polska działaczka kulturalna, bibliotekarka i właścicielka wypożyczalni, działająca w Kaliszu.
Bliższe dane biograficzne na jej temat nie są znane. Była córką urzędnika kaliskiej kasy gubernialnej i siostrą Antoniego Lewandowicza, który po ukończeniu Instytutu Głuchoniemych i Ociemniałych w Warszawie od co najmniej 1892 prowadził w Kaliszu zakład galanteryjno-introligatorski. Przy tym zakładzie, wspierana przez Felicję Łączkowską (która ofiarowała własny księgozbiór), Wiktoria Lewandowiczówna otworzyła w 1900 wypożyczalnię i czytelnię książek. Placówka mieściła się przy ulicy Rzeźniczej, od 1904 przy ulicy Łaziennej. Udostępniano literaturę naukową, głównie z historii i literatury, a także beletrystykę; istniała również biblioteczka dla dzieci. Koszt rocznego abonamentu wynosił 4 ruble.
W marcu 1907 biblioteka Lewandowiczówny przejęta została przez Polską Macierz Szkolną i rok później stała się zaczątkiem kaliskiej Biblioteki Publicznej imienia Adama Mickiewicza. Lewandowiczówna pracowała w niej jako bibliotekarka do wybuchu I wojny światowej, dalsze jej losy nie są znane.
W 1905 należała do organizatorek Stowarzyszenia Narodowego Kobiet Polskich w Kaliszu, na czele którego stała Melania Parczewska.